# Burg Neudingen
Die Burg Neudingen ist eine abgegangene Wasserburg bei dem Ortsteil Neudingen der Stadt Donaueschingen im Schwarzwald-Baar-Kreis in Baden-Württemberg.
Die Burg wurde im 12. Jahrhundert erwähnt und war im Besitz der Herren von Reckenbach. Von der nicht mehr genau lokalisierbaren Burganlage ist nichts erhalten.